# バイクの森おがの
バイクの森おがの（バイクのもりおがの）は、かつて埼玉県秩父郡小鹿野町に存在した博物館。世界の希少なオートバイを展示する民間の博物館であった。
2021年4月より小鹿野バイクの森としてリニューアルオープンした。

## 概要
前身は、1994年にオープンした、小鹿野町の町営による日帰り温泉施設「クアパレスおがの」。薬湯やサウナを設け、水着の着用を前提とした男女の混浴を可能としたことが顕著な特徴だった。しかし、維持管理費の高騰から2008年12月に閉館した。
なお、2021年現在も建物施設は小鹿野町が所有している。

### 再生
その後小鹿野町が「オートバイによるまちおこし事業」を掲げ、その中心的事業として、クアパレスおがのをライダーが集う観光スポットとしてリニューアルし2009年5月2日に「バイクの森おがの」として開館した。
1920年代 - 1990年代の世界的にも希少なオートバイ約130台を常時展示し、クアパレスおがのより引き継がれた温泉「般若の湯」が併設されたほか、レストランやミュージアムショップも営業していた。駐車場や隣接する般若の丘公園の一部を使って、オーナーズクラブのミーティングやバイク雑誌のイベントなどにも利用された。
しかし来場者数が伸び悩んだことにより2010年9月30日をもって閉館。
運営会社であった株式会社バイクの森は、閉館後は本社を親会社である有限会社トマトモータース（ドゥカティとビモータのディーラーを運営）の本社所在地へ移転したが、トマトモータースが2018年1月9日に東京地方裁判所立川支部から破産手続開始決定を受け、バイクの森も2018年1月15日にトマトモータースへ連鎖する形で東京地方裁判所立川支部から破産手続開始決定を受けた。

### 再再生
閉館後は遊休施設となっていたが、2019年、プロポーザル方式で運営事業者の公募を行い、地元の旅館経営会社「梁山泊グループ」が選定された（施設運営にあたっての対外的表記は「秩父フォーラム」とする）。同グループが経営する旅館・民宿に宿泊する団体や企業、学校などが会議室やレンタルルームとして使用することを想定している。
同時期の新型コロナウイルス騒動による集客ゼロ状態を経て、2021年3月「小鹿野バイクの森」として再開館した。再開にあたっては、バイクの燃料タンク型弁当箱で有名な秩父の弁当屋「バイク弁当」が移転して入居し、アライヘルメットの自社商品展示ブース「アライヘルメットミュージアム」も同地でオープンする。